# Darracq Inglaterra
Nota: Darracq Inglaterra adoptó el nombre de S. T. D. Motors (Sunbeam-Darracq-Talbot) en 1920
Darracq Inglaterra (nombre original en inglés: A Darracq and Company Limited) fue una sociedad británica copropietaria de la empresa francesa Darracq, fabricante de vehículos motorizados y motores de aviación con sede en Suresnes, cerca de París. Controló desde Inglaterra con distintos nombres la factoría francesa de Suresnes y una serie de fábricas de coches británicas entre 1903 y 1935, cuando fue absorbida por el Grupo Rootes tras ser declarada en quiebra.

## Cambios empresariales
- La empresa francesa fabricante de automóviles conocida en un principio como A. Darracq et Cie, fue fundada en 1896 por Alexandre Darracq. En 1902 vendió una parte de su negocio a una compañía inglesa privada llamada A Darracq and Company Limited, manteniendo una participación sustancial y una dirección propia. El acuerdo entró en vigor en 1903.

- Tras los problemas financieros de Darracq et Cie y con el estallido de la Primera Guerra Mundial, Darracq Inglaterra decidió dividir su negocio en dos empresas subsidiarias independientes: Darracq Motor, dedicada a gestionar el negocio británico; y la Société Anonyme Darracq, a la que se arrendó la factoría de Suresnes, y que quedó encargada de gestionar la producción de vehículos en Francia. Darracq Inglaterra se convirtió en la sociedad tenedora de las acciones de estas dos empresas.

- En 1920, Darracq Inglaterra cambió su nombre original (A Darracq & Co) por el de STD Motors Limited (Sunbeam-Talbot-Darracq). Poco después, en 1922, el nombre de Darracq se eliminó de todos los productos. El negocio de Suresnes pasó a llamarse Automobiles Talbot y sus productos se comercializaron como Talbot.

- El negocio de Suresnes continuaría bajo control británico con el nombre de Talbot hasta 1935, cuando fue adquirido por un grupo liderado por el director general de la fábrica, Antonio Lago.

- STD Motors Limited se declaró en quiebra y se liquidó durante 1935 y 1936, cuando pasó a formar parte del Grupo Rootes.

## Historia de la empresa

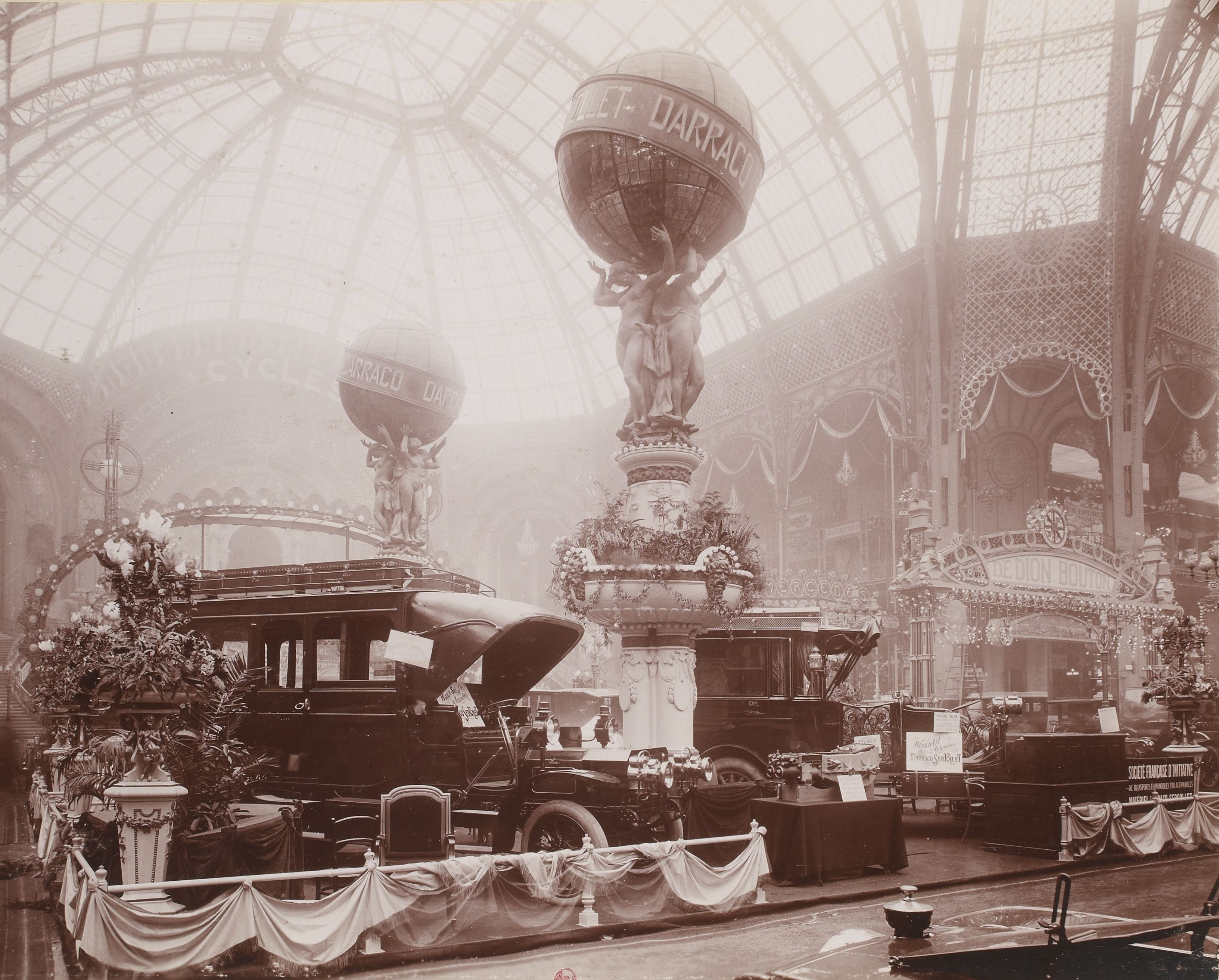
Exposición de Darracq en el Salón del Automóvil de París de 1906

Alexandre Darracq, utilizando parte de las ganancias sustanciales que había obtenido al vender su fábrica de bicicletas Gladiator a Adolpe Clément, estableció en 1897 una factoría dedicada a la fabricación de automóviles en Suresnes, cerca de París. La empresa propietaria del negocio se formó en 1897 y se llamó A Darracq et Cie. Produjo su primer coche en 1898, un modelo de triciclo voiturette diseñado por Léon Bollée, que fue un fracaso.

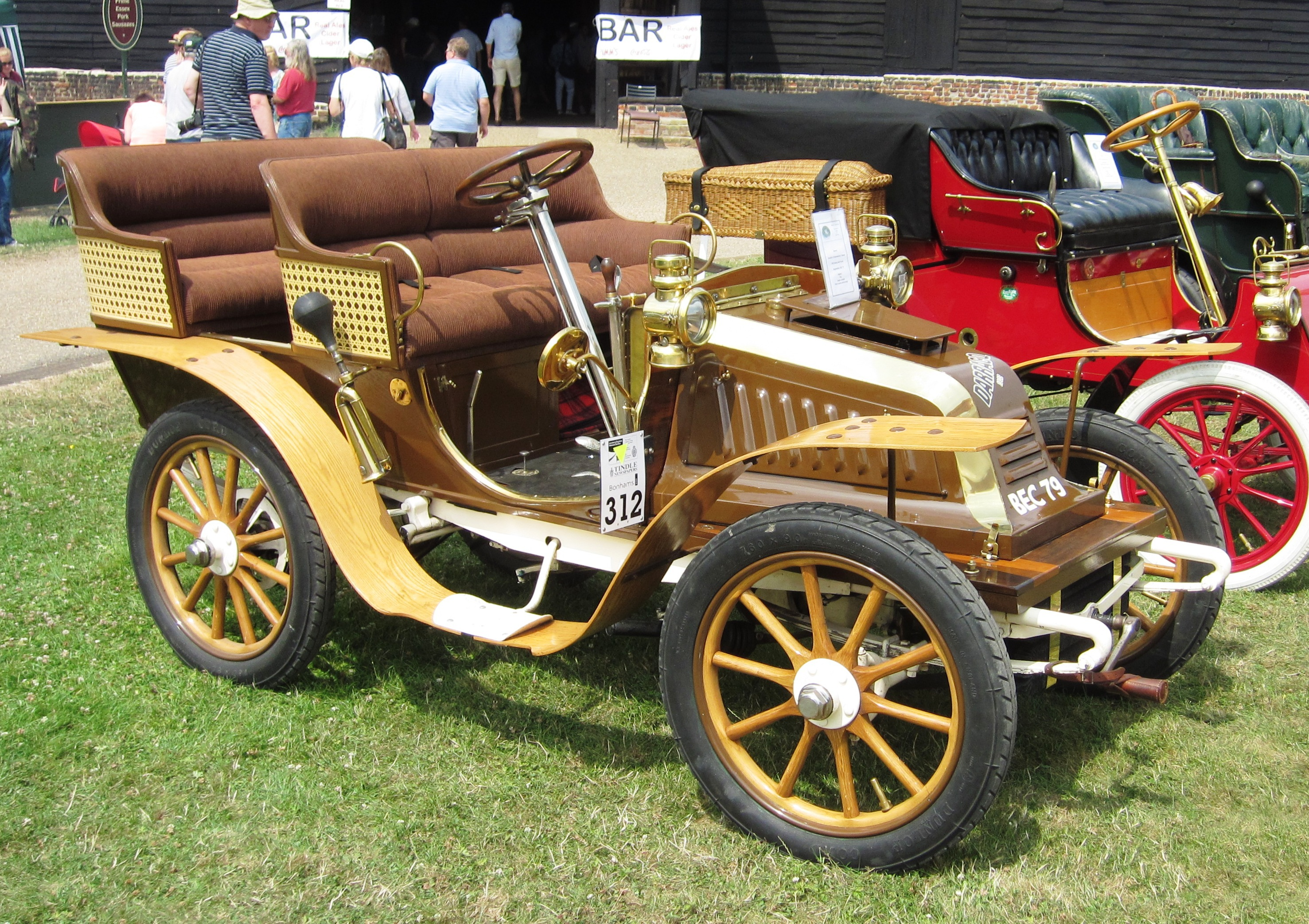
Monocilíndrico 9 CV (1902)

Su primer vehículo con un motor de combustión interna propio llegó en 1900. Diseñado por Paul Ribeyrolles, se trataba de un automóvil ligero impulsado por un motor monocilíndrico de 785 cc y 6,5 caballos (4,8 kW), que contaba con transmisión por eje y una caja de cambios de tres velocidades. Aunque no fue tan exitoso como se esperaba, se vendieron cien unidades. En 1902, Darracq & Cie firmó un contrato con Adam Opel para producir conjuntamente, bajo licencia, vehículos en el Imperio alemán con la marca "Opel Darracq". Opel pronto comenzó a construir sus propios vehículos.

### Londres
A Darracq et Cie se vendió el 30 de septiembre de 1902 (la venta no entró en vigor hasta el año siguiente) a una compañía inglesa, A Darracq and Company Limited (Darracq Inglaterra). El atractivo para los inversores británicos era que la tecnología francesa del automóvil y su experiencia en esta industria eran líderes en el mundo por aquel entonces.
La nueva sociedad se escrituró en Inglaterra porque las leyes francesas dificultaban los procesos administrativos necesarios para realizar la adquisición de la compañía más que la legislación inglesa. 
La percepción que se tenía desde los Estados Unidos de esta operación era que los inversores británicos estaban procediendo al "abordaje" de la industria francesa. El grupo financiero inglés estaba encabezado por W B Avery de W & T Avery Limited, un fabricante de básculas de Birmingham; por J S Smith-Winby, un abogado de Londres; y por un oficial retirado del ejército, el Coronel A Rawlinson. Compraron A Darracq et Cie y luego la vendieron nuevamente a otros inversores por cinco veces el precio de compra. Alexandre Darracq recibió un poco menos del 50 por ciento de las acciones de la nueva compañía. No hubo oferta pública, y otros ocho inversores adquirieron el resto de las acciones.
Se captó más capital y se gastaron grandes sumas en la expansión de la fábrica. La planta de Suresnes se amplió en unos 16.000 m² de extensión, y en Inglaterra se compraron amplias instalaciones.

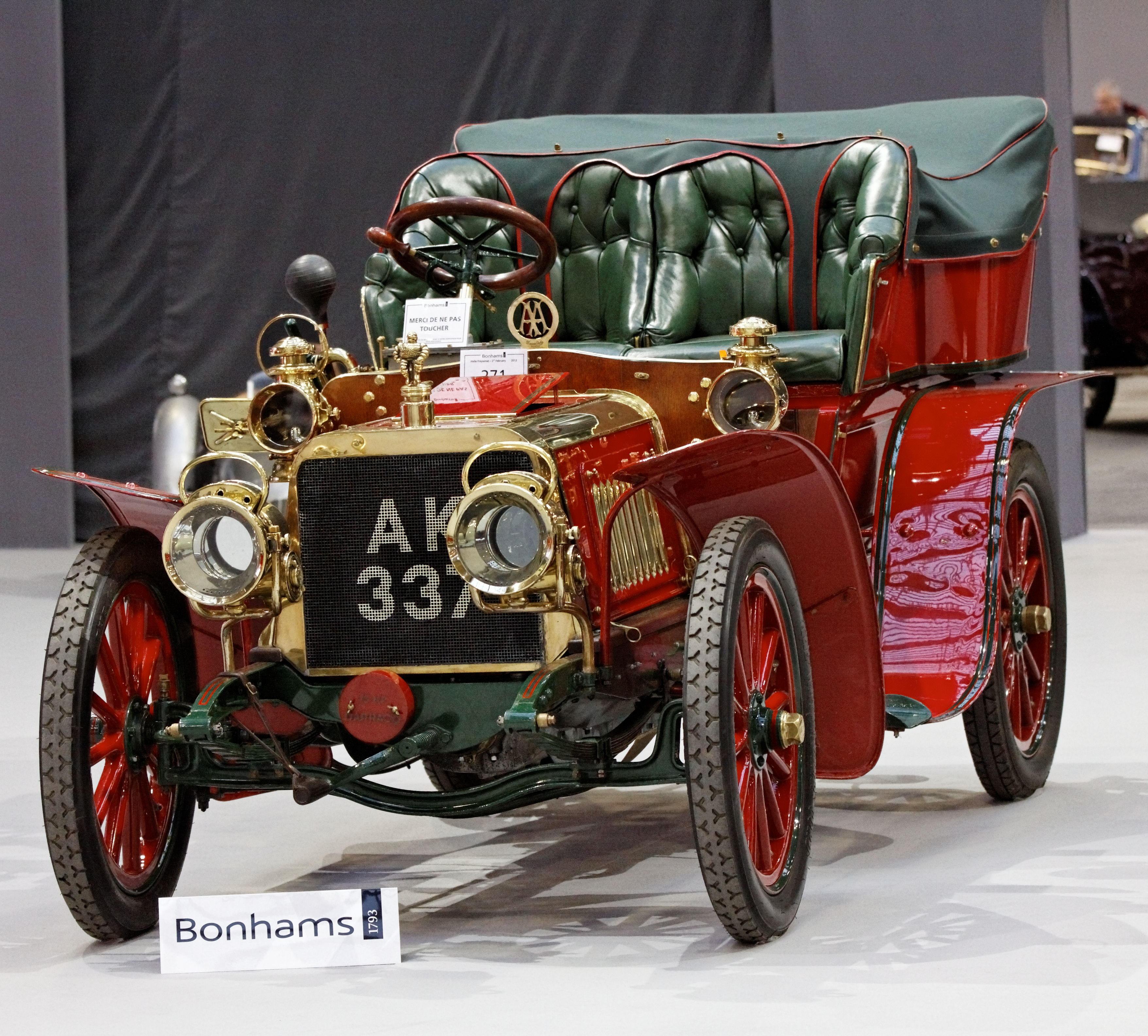
El famoso Darracq "Quince Volador"

La compañía automovilística Darracq & Co prosperó considerablemente, de forma que en 1903 la gama de vehículos ofrecidos constaba de cuatro modelos: un monocilíndrico de 1.1 litros, un bicilíndrico de 1.3 l y 1.9 l, y un modelo con motor de cuatro cilindros y 3.8 l. Los modelos de 1904 sustituyeron el bastidor de madera por un chasis de acero prensado, y el nuevo Quince Volador, impulsado por un motor de cuatro litros, tenía su chasis fabricado a partir de una única plancha de acero. Este coche fue la "obra maestra" de Alexandre Darracq. No había nada destacado en su diseño, pero "cada parte estaba en un equilibrio y armonía perfectos", y se convirtió en un modelo excepcional. Su calidad fuera de lo común contribuyó a que la compañía se hiciera con una porción del 10% del mercado automovilístico francés. A finales de 1904, el presidente de la compañía informó que las ventas habían aumentado un 20 por ciento, aunque el incremento de los costes había hecho que las ganancias aumentaran más lentamente. Pero lo más importante era que tenían muchos más pedidos de los que podían servir, y la única solución era ampliar la fábrica hasta en un 50 por ciento. Casi el 75 por ciento de la producción de 1904 se exportó.
En la siguiente reunión anual, doce meses después, el presidente pudo comunicar a los accionistas que seis récords de velocidad del mundo automovilístico estaban en manos de los coches de Darracq, que habían estado en posesión durante más de doce meses y que Kenelm Lee Guinness había agregado recientemente otro récord más. También informó que durante 1905 se había comprado una gran propiedad en Lambeth para examinar el ajuste y almacenar los nuevos automóviles listos para los períodos de máximas ventas.
Dos días después se anunció un plan de reconstitución de la compañía para recaudar más capital, con el fin de financiar una mayor expansión de la empresa. La compañía reconstituida fue nombrada A Darracq and Company (1905) Limited. Alexander Darracq, residente en París, siguió siendo el director gerente, y Alfred Rawlinson fue nombrado director gerente de la sucursal de Londres. La "reconstitución" se realizó para eludir a algunos tenedores de acciones de la compañía, que no estaban dispuestos a compartir los beneficios y estaban bloqueando las nuevas propuestas. Así, la compañía fue vendida (técnicamente), se les pagó y quedaron obligados a comprar nuevas acciones como cualquier otra persona. J S Smith-Winby continuó como presidente. Después de esta "reconstitución", más del 80 por ciento de las acciones se mantuvieron en Inglaterra.
Mientras tanto, se empezó a manifestar una tendencia hacia la construcción de automóviles más grandes y, hacia 1907, se disponía de un modelo con un motor de 11.5 litros.
Alexandre Darracq había estado interesado durante mucho tiempo en vehículos pesados para el transporte de personas y el transporte de mercancías. Según su consejo, la compañía inició una empresa conjunta con Léon Serpollet en 1905 para construir autobuses a vapor. Se construyó una nueva fábrica en Suresnes capaz de fabricar cien chasis al mes, pero los autobuses no tuvieron éxito y, en 1910, los directores tuvieron que informar a sus accionistas de que se habían perdido 156.000 libras de su inversión en vehículos pesados de vapor.

### Alexandre Darracq se retira

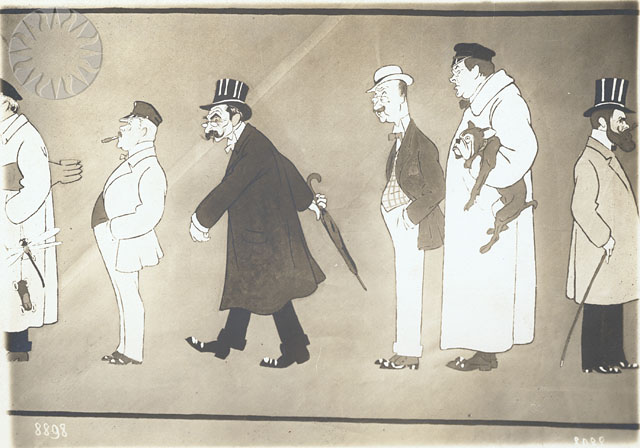
Alexandre Darracq abandonando París

En abril de 1908, los directores consideraron necesario negar formalmente los rumores sobre la intención de M. Darracq de renunciar, pero su contrato no expiraba hasta septiembre de 1910.
Regresando a una idea de Alexandre Darracq de 1898 para construir automóviles de buena calidad y bajo costo, como lo hacía Henry Ford con su Modelo T, al final de 1911 Darracq & Co introdujo un modelo con motores de 14 y 16 CV a un coste de 260 libras.
Sin embargo, estos coches quedarían "malditos" debido a la insistencia de Darracq de utilizar el motor Henriod válvula rotativa, que tenía poca potencia y era propenso a bloquearse. El grave fallo del nuevo motor fue comunicada por Darracq & Co a sus accionistas como una simple dificultad para alcanzar los objetivos de producción. Este problema resultó desastroso para la marca, y finalmente Alexandre Darracq se vio obligado a retirarse.

### Owen Clegg

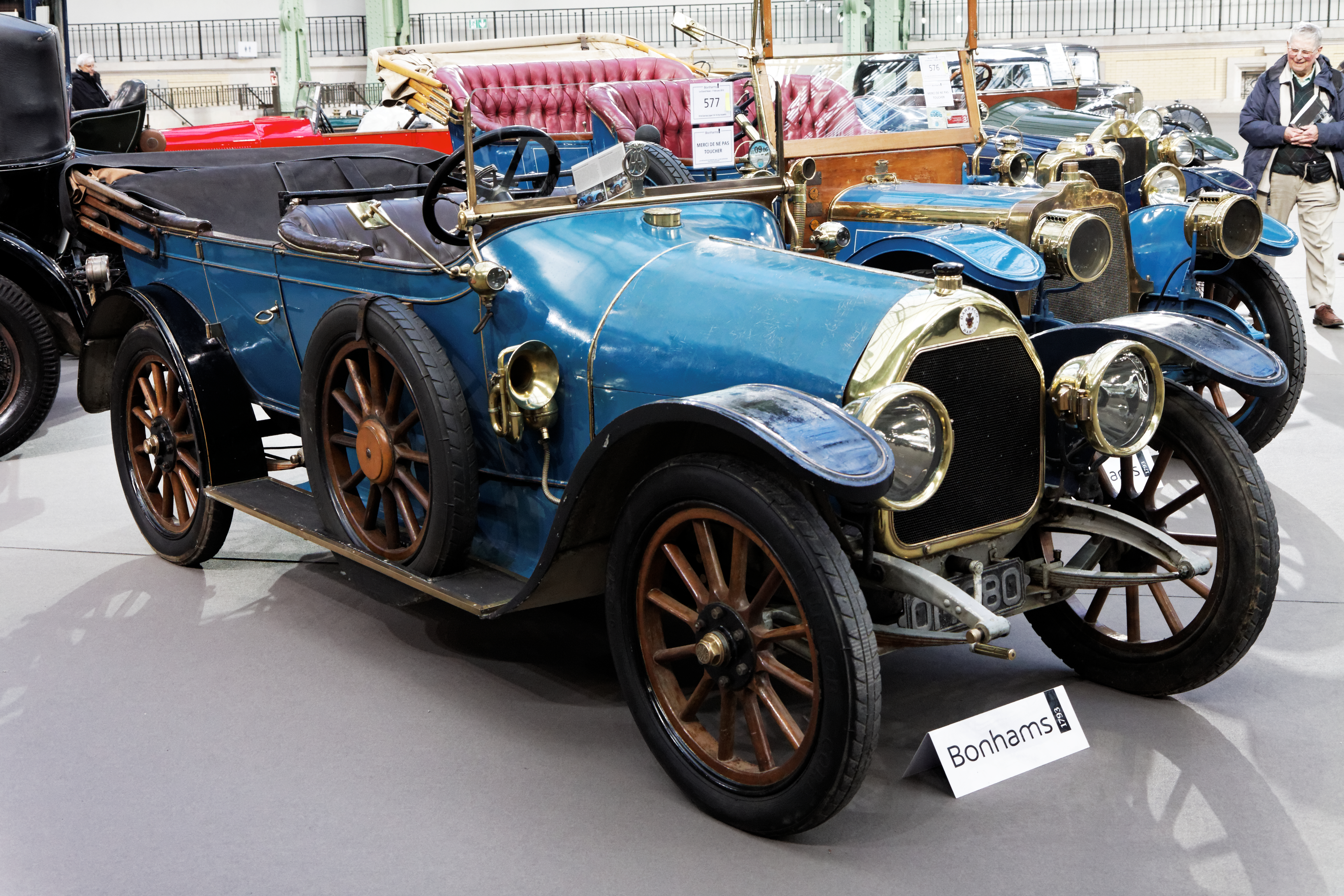
Tipo V14 de 16 caballos diseñado por Clegg

A finales de 1911, Alexandre Darracq fue reemplazado por el nuevo director gerente, el ingeniero jefe Paul Ribeyrolles, que había sido director de Gladiator con Darracq y, a diferencia del propio Darracq, era un entusiasta del automovilismo deportivo. En junio de 1912, Alexandre Darracq, rodeado de "sangre nueva", renunció a su cargo, tras vender todas sus acciones. Un directivo de la junta principal, Hopkins, fue enviado a París para hacerse cargo de la administración general y Owen Clegg fue enviado a Suresnes procedente de Rover de Coventry, siendo nombrado gerente de fábrica. A finales de 1912, el presidente aseguró a los accionistas que se recuperaría su inversión en el motor sin válvulas, que se haría efectiva en 1913.
En febrero de 1913, los accionistas habían establecido su propia comisión de investigación sobre la insatisfactoria posición de su negocio, y se llegó a la conclusión de que había una mala cooperación entre Londres y Suresnes, que se habían estado enfrentando entre sí, y que además se habían producido pérdidas considerables a través de "cambios recientes en el personal". También se criticaba la falta de iniciativa de Alexandre Darracq para enderezar la situación de la compañía.
Owen Clegg trasvasó la experiencia que había adquirido en Rover a Darracq, produciendo un vehículo similar al probado Rover Twelve. La fábrica de Suresnes fue remodelada para la producción en cadena, convirtiéndose en una de las primeras plantas industriales de Europa en hacerlo. En 1914, la factoría de contaba con 12.000 empleados.

## Automóviles Darracq S. A.

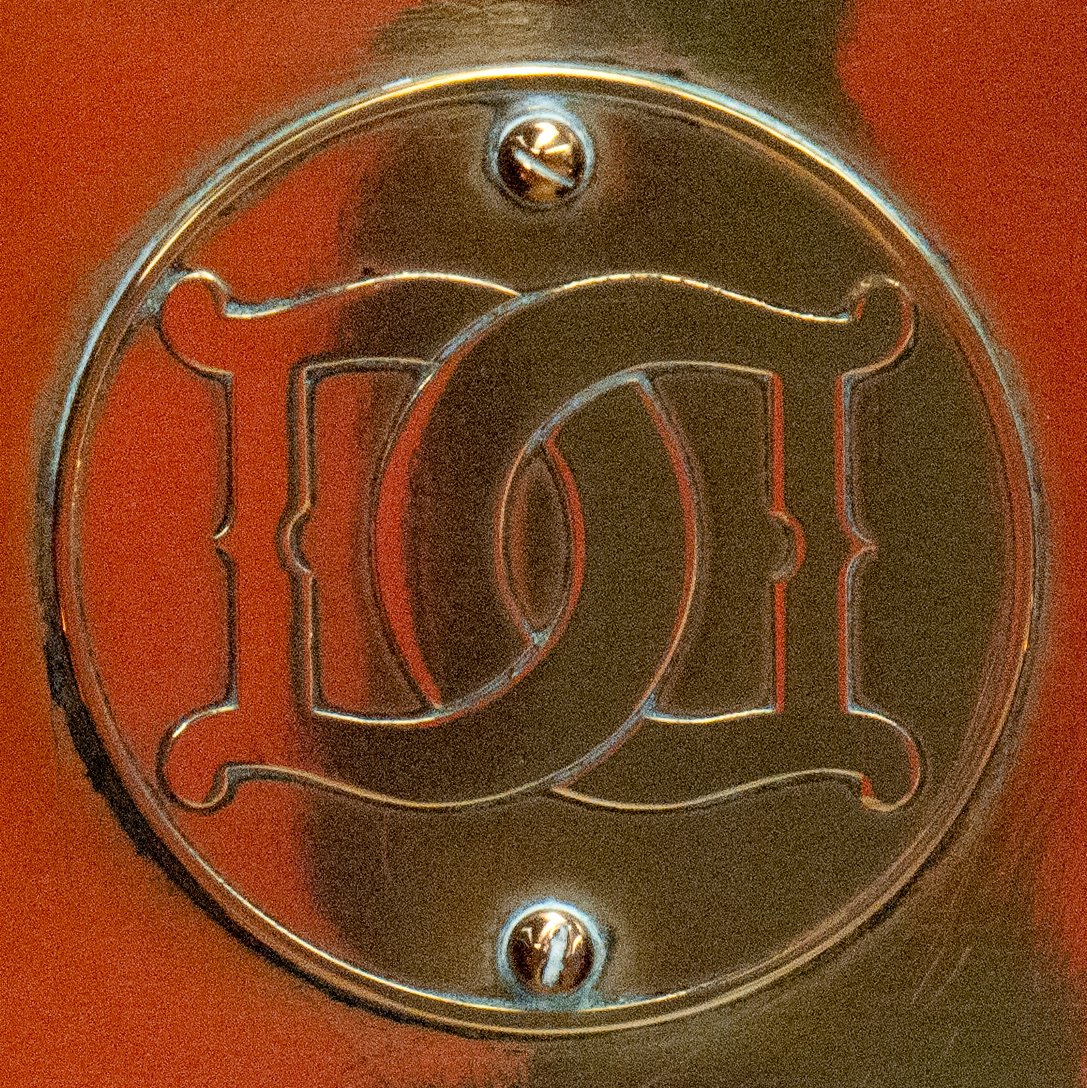
Logotipo de Darracq en la parte superior del radiador de un automóvil construido alrededor de 1915.

Durante la Primera Guerra Mundial, la fábrica de Darracq & Co se dedicó a la producción de varios materiales de guerra. Durante 1916, aparte de los terrenos y edificios, todos los activos de Suresnes se transfirieron a la Société Anonyme Automobiles Darracq, una nueva compañía creada en Francia para este fin. Los activos británicos se transfirieron a una compañía británica llamada Darracq Motor (Darracq Motor Engineering Company Limited). A Darracq and Company (1905) Limited ya no era más que un tenedor de acciones de estos dos negocios. Los terrenos de Suresnes y los edificios se transfirieron a la Darracq Proprietary Company Limited de Londres y se alquilaron a la SA Automobiles Darracq.

### Conglomerado de empresas
Después del final de la Primera Guerra Mundial con armisticio del 11 de noviembre de 1918, A Darracq and Company (1905) Limited adquirió Heenan & Froude, una ingeniería de construcción de Worcester y Mánchester; a finales de 1919, Darracq & Co compró Clément-Talbot Limited y, a principios de 1920, Jonas Woodhead & Sons de Leeds, proveedores de muelles para automóviles. Un poco después, en junio de 1920, adquirieron el control de Sunbeam Motor Car Company Limited y en agosto se hicieron con W & G Du Cros Limited de Acton, operadores de taxis, furgonetas, camiones, autobuses y ambulancias.

## STD
En agosto de 1920, A Darracq and Company (1905) (Darracq Inglaterra) cambió su nombre a S T D Motors Limited para dar a conocer la reunión de las fábricas de automóviles Sunbeam, Talbot, y Darracq bajo una sola propiedad. Los coches Sunbeam se seguirían fabricando en Moorfield Works, Wolverhampton; los Talbot en la factoría de Clément-Talbot en North Kensington; y los Darracq en Suresnes. A partir de entonces, habría una única central de compras, ventas y departamentos de publicidad, todos con S T D en Gran Bretaña. A pesar de la unificación empresarial, las tres marcas conservaron sus identidades separadas.

### Talbot-Darracq
Tras la inclusión de Clément-Talbot en el grupo STD, los productos de Suresnes pasaron a denominarse "Talbot-Darracq", aunque la palabra "Darracq" se eliminó en 1922. Los automóviles fabricados por Automobiles Talbot importados de Francia a Inglaterra, se denominaron Darracq -durante los dos primeros años fueron comercializados como Talbot Darracq- para evitar confusiones con los productos Clément-Talbot fabricados en Inglaterra.
Fueron importados y vendidos en Inglaterra por Darracq Motor (la Darracq Motor Engineering Company Limited).

### Grupo S T D Motors Limited en 1924
El grupo estaba formado por las empresas siguientes:
En Inglaterra:
- Clément-Talbot Limited de North Kensington, Londres W10: automóviles Talbot
- Darracq Motor Engineering Company Limited de Fulham Londres SW7: carrocerías de automóviles
- Sunbeam Motor Car Company Limited de Moorfield, Wolverhampton: Sunbeam cars
- Jonas Woodhead & Sons Limited de Osset, Leeds: muelles de automóviles

En Francia:
- Automobiles Talbot SA de Suresnes, París: automóviles Talbot
- Darracq Proprietary Company Limited de North Kensington, Londres W10: poseía aquellos activos franceses que no eran propiedad de Talbot SA

Otras inversiones:
- W & G Du Cros Limited de Warple Way Acton (Londres) W3: vehículos comerciales de W&G, Taxis, carrocerías de autobuses, carrocerías de automóviles y ensamblaje de componentes de Talbot de origen francés para la venta en el mercado británico como automóviles Darracq-Talbot
- Heenan & Froude Limited de Worcester, ingenieros de construcción

A principios de 1924, S T D Motors acudió a una suscripción pública para reunir fondos por un monto aproximado del 15% de su capital totalmente pagado. No se hizo público el propósito de la ampliación, pero se cree que fue para financiar los ambiciosos planes de Louis Coatalen para la división de carreras del grupo. El aumento de los beneficios no se materializó y en cinco años las reservas financieras del grupo se agotaron. La factoría y la maquinaria se estaban volviendo obsoletas y los productos del grupo se estaban quedando anticuados. Después de que se asumieran ciertos compromisos con sus banqueros, los accionistas preferentes de la compañía recibieron su dividendo de 1925 a 1926 en 1929. Se pensaba que los problemas financieros de la década de 1920 se terminaron con una reconstrucción financiera sancionada por un tribunal en junio de 1930. Las pérdidas acumuladas se reconocieron y el capital ordinario se redujo a un tercio de su valor. Los comentaristas financieros pudieron ver que los únicos activos eran acciones o préstamos a otras compañías, lo que dificultaba su evaluación.
Price Waterhouse & Co recibió el encargo de informar a la junta sobre la situación financiera, pero la junta solo publicó un breve resumen de las recomendaciones recibidas. La principal crítica del informe fue el hecho de que la junta no coordinaba las distintas empresas del grupo. Se recomendó una centralización mucho mayor, así como la estandarización de sus productos.
A finales de marzo de 1931, un comité de accionistas formado al efecto sugirió que se introdujera algo de "sangre nueva" en el consejo de administración. En respuesta, toda la junta directiva de STD Motors renunció en bloque. Se designó una junta completamente nueva bajo la presidencia del General Sir Travers Clarke. La nueva junta directiva se puso inmediatamente a trabajar para preparar la puesta en práctica de la mayoría de las recomendaciones de Price Waterhouse. Sus miembros fueron: los Sres. Clarke (presidente), Marrian, Newcombe, Neylan y Lord Queenborough.
 Este consejo permaneció dirigiendo la empresa hasta el cierre del negocio. A finales de 1931, el presidente informó de unas pequeñas pérdidas de STD Motors, pero al disponer por primera vez de un informe simultáneo de las nueve subsidiarias comerciales sin referencias a ejercicios anteriores, nadie tenía del todo claras las ganancias o las pérdidas reales en el año del grupo, pero al menos ahora sí se tenía un control adecuado de la extensión de los activos y de los pasivos del grupo. Dieciocho meses después, se anunció otro acuerdo de reducción de capital. Los préstamos de 1924 vencieron a principios de 1934. El consejo no pudo encontrar una manera de pagarlos o reemplazarlos con un nuevo préstamo. La situación ya era desesperada, y se iniciaron negociaciones para la venta de las empresas constitutivas a cambio de efectivo para pagar los préstamos, pero no tuvieron éxito. S T D solicitó nuevamente a sus prestamistas más tiempo para poder encontrar efectivo y pagar los intereses.

### Desintegración
Dos días después, justo antes de la apertura del Salón del Motor Británico de octubre de 1934 en el Olympia de Londres, "Crisp and Another" (fideicomisarios de la escritura de los prestamistas) se presentaron ante el Tribunal Superior, División de Cancillería, para el nombramiento de administradores judiciales para Sunbeam y Clément-Talbot. A fin de obtener algunas ganancias, Clément-Talbot se pudo salvar del trance de la administración judicial, y STD pudo vender esta empresa por su cuenta.
William Lyons estaba terminando su modelo deportivo SS Jaguar 100, e hizo saber que tenía un acuerdo vinculante con STD Motors para comprar el nombre y las marcas registradas de Sunbeam, por lo que podría actualizar su nuevo modelo a un precio muy moderado. En enero, sin el conocimiento de Lyons, se llegó a un acuerdo provisional con Rootes Securities, y desde ese momento los hermanos Rootes controlaron Clément-Talbot y Darracq Motor, aunque tendrían que esperar el final de los procedimientos legales para hacerse con Sunbeam.
Rootes Securities finalmente anunció en el verano de 1935 la adquisición de Sunbeam y de su filial "Vehículos Comerciales Sunbeam".
El antiguo negocio de Talbot en Francia se había comprometido hacía tiempo a una opción de compra presentada por el gerente de la planta de Suresnes, Antonio Lago, a la espera de que se resolvieran los problemas legales (que se solucionaron con la venta de Sunbeam) y una vez que se negociaran después de un largo proceso los compromisos de SA Talbot con sus banqueros franceses.
Mientras tanto, se vendieron las otras empresas del grupo restantes, y S T D Motors se liquidó definitivamente en 1936.

### Otras fuentes
- Northey, Tom, "Registro de  de velocidad terrestre: Los hombres más rápidos de la Tierra", en Northey, Tom, ed.  World of Automobiles  (Londres: Orbis, 1974), Volumen 10, pp. 1161–1166. Londres: Orbis, 1974.
- De acuerdo, L.J.K. "Opel: Ingeniería simple y valor comercial", en Northey, Tom, ed.  World of Automobiles , Volumen 14, pp. 1583–1592. Londres: Orbis, 1974.
- Wise, David Burgess. "Darracq: un entusiasta del motor que odiaba conducir", en Northey, Tom, ed.  World of Automobiles , Volumen 5, pp. 493–494. Londres: Orbis, 1974.
- Wise, David Burgess. "Vanderbilt Cup: The American Marathon", en Northey, Tom, ed.  World of Automobiles , Volumen 21, págs. 2458–60-4. Londres: Orbis, 1974.